# Le Ciel ~Kuuhaku no Kanata E~
Le Ciel ~Kuuhaku no Kanata E~ (fr. niebo) – siódmy singel Malice Mizer wydany 9 września 1998. Autorem tekstu oraz muzyki jest Gackt. Jest to ostatni singel z udziałem perkusisty Kamiego, który zmarł w 1999.
Wersja first press jest wydana w rozkładanym opakowaniu oraz posiada materiały, które można otworzyć na komputerze.

## Lista utworów
1. Le Ciel ~Kuuhaku no Kanata E~ (jap. Le ciel ～空白の彼方へ～))
2. Le Ciel ~Kuuhaku no Kanata E~ (Instrumental)